# Olivier Faure
Olivier Faure   (La Tronche, 18 d'agost de 1968) és un polític francès, cap del Groupe Nouvelle Gauche, grup parlamentari format al voltant del Partit Socialista (PS) a l'Assemblea Nacional francesa, d'ençà desembre 2016. És també el Primer Secretari del Partit Socialista francès d'ençà el 2018.
A finals del 2016, en l'elecció per a dirigir el grup socialista, Faure va guanyar 137 a 120 vots davant Guillaume Bachelay, tot remplaçant Bruno Le Roux, qui fou fixat al Ministeri de l'Interior francès. Faure es va presentar com a candidat per a liderar el Partit Socialista al Congrés d'Aubervilliers el 2018, i després d'assegurar-se gairebé la majoria de suport a la primera ronda, fou elegit sense oposició després de la retirada del seu adversari més directe, Stéphane Le Foll.